# Malé Leváre
Malé Leváre (in ungherese Kislévárd, in tedesco Kleinschützen) è un comune della Slovacchia, facente parte del distretto di Malacky, nella regione di Bratislava.